# Ka' du sige mor?
Ka' du sige mor? er en dansk kortfilm fra 1996, der er instrueret af Gitte Løkkegaard.

## Handling
Denne artikel mangler et handlingsreferat. Hjælp os med at skrive det.